# Aephanemer
Aephanemer je francouzská metalová kapela, založená v roce 2014 v Toulouse. Jejich hudební styl je označován jako melodický death metal. Aephanemer vznikl jako sólový projekt kytaristy Martina Hamiche, který po úspěchu debutového EP Know Thyself přibral další hudebníky. Název Aephanemer je kombinací francouzských slov éphémère (prchavý, pomíjivý) a fânée (zvadlý). Skupina dosud vydala čtyři alba; všechna jsou volně dostupná na Youtube. První tři alba jsou převážně instrumentální; poslednímu dominují skladby s vokálními party s typickým "growlingem".

## Diskografie
- 2014 : Know Thyself (EP)
- 2016 : Memento Mori
- 2019 : Prokopton
- 2021 : A Dream of Wilderness

## Členové

### Současná sestava
- Martin Hamiche – sólová kytara (od 2014)
- Marion Bascoul – vokály a rytmická kytara (od 2014)
- Mickaël Bonnevialle – bicí (od 2014)
- Lucie Woaye-Hune – baskytara (od 2017)

### Dřívější členové
- Anthony Delmas – baskytara (2014–2017)